# Desmodillus auricularis
Desmodillus auricularis је врста глодара из породице мишева.

## Распрострањење
Ареал врсте покрива средњи број држава. Врста има станиште у Зимбабвеу, Јужноафричкој Републици, Анголи, Боцвани и Намибији.

## Станиште
Станиште врсте су екосистеми ниских трава и шумски екосистеми.

## Угроженост
Ова врста је наведена као последња брига, јер има широко распрострањење и честа је врста.